# مومنه (اهواز)
مومنه یک روستا در ایران است که در دهستان طراح واقع شده‌است.